# Gradient Racing
Le Gradient Racing est une écurie de sport automobile américaine fondée en 2019 par Andris Laivins. Elle fait participer des voitures de Grand tourisme en catégorie GTD dans le WeatherTech SportsCar Championship.

## Histoire
Fin 2018, l'écurie basée au Texas derrière le programme IMSA de l'écurie CJ Wilson Racing s"était recréée elle même en tant que Gradient Racing et avait continué en tant que structure séparée et non affilié du CJ Wilson Racing. C'est ainsi que sous la gouvernance et la propriété d'Andris Laivins, Marc Miller et de Declan Brennan que le Gradient Racing avait pû conserver l'Acura NSX GT3 Evo que le CJ Wilson Racing avait fait participer à des manches du WeatherTech SportsCar Championship la saison précédente. L'objectif annoncé par la nouvelle écurie était de faire plus de course GT3 dans le futur en partenariat avec le Honda Performance Development dans des championnats tels que le WeatherTech SportsCar Championship ou le Blancpain GT World Challenge America.
En 2019, le Gradient Racing s'était finalement engagé en Blancpain GT World Challenge America et avait confié son Acura NSX GT3 Evo aux pilotes Till Bechtolsheimer et Ryan Eversley (en). À partir de la manche du Canadian Tire Motorsport Park, Marc Miller (en) avait remplacé Ryan Eversley (en) au volant de l'Acura NSX GT3 Evo. Ce changement avait été positif car lors d'une des manches qui s'étaient déroulées sur le circuit canadien, le Gradient Racing avait remporté sa première victoire de catégorie dans ce championnat. Lors de la manche de Road America, à la suite d'engagements de Marc Miller (en) dans le championnat Trans-Am Series, Trent Hindman avait remplacé le pilote au volant de l'Acura NSX GT3 Evo. En fin d'année, le Gradient Racing avait conclu un accord avec Honda Performance Development afin de construire des Honda Civic Type R. 

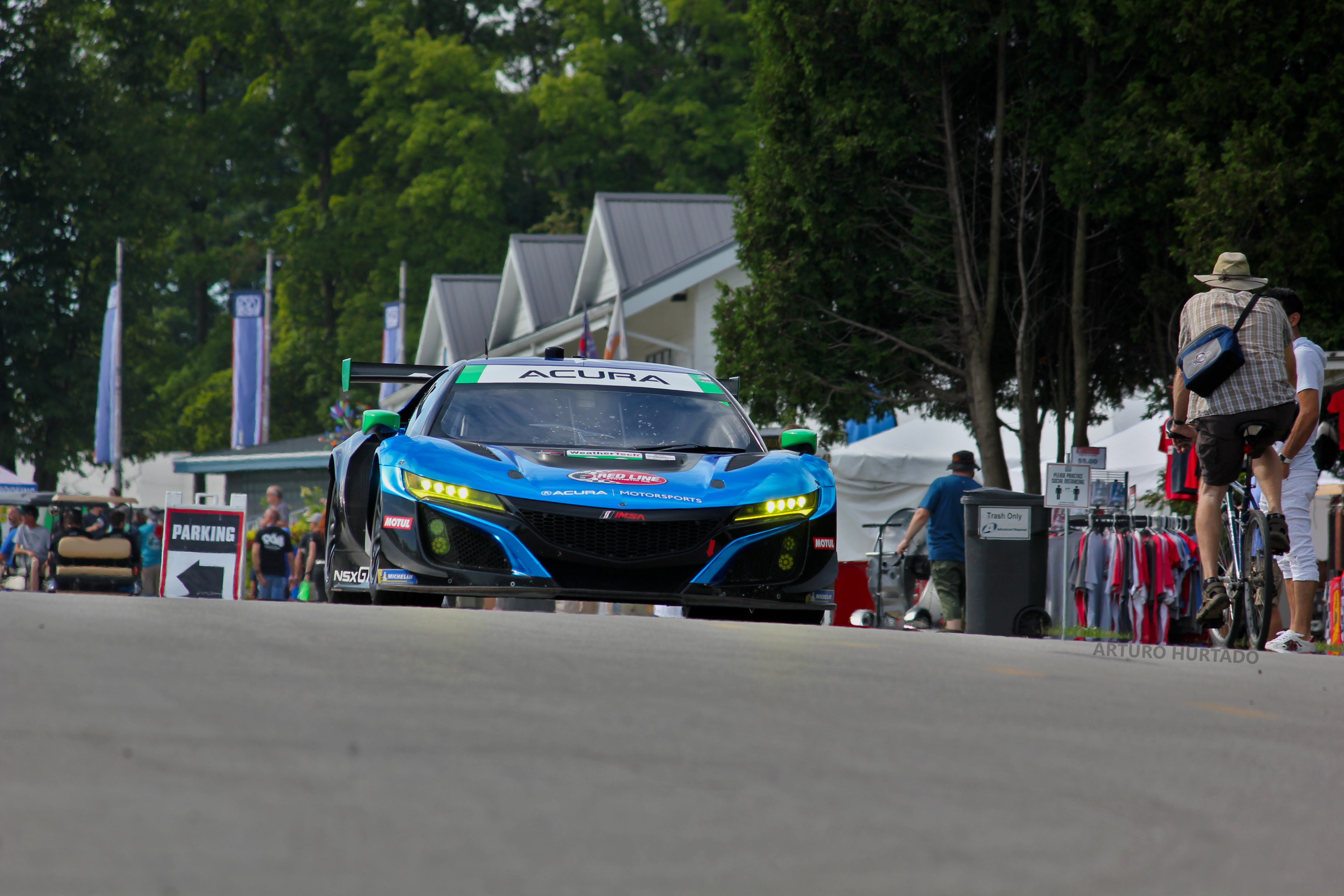
L'Acura NSX GT3 Evo n°22 de l'écurie Gradient Racing lors du Road Race Showcase 2020

En 2020, le Gradient Racing s'était engagé sur les épreuves sprint du WeatherTech SportsCar Championship avec une Acura NSX GT3 Evo et l'avait confiée aux pilotes Till Bechtolsheimer et Marc Miller (en),. La Pandémie de Covid-19 avait grandement perturbé le championnat mais le gradient Racing avait bien débuté à la première épreuve sprint, les Daytona 240. En fin d'année, après les 12 Heures de Sebring, le Gradient Racing avait fait l'acquisition d'une des Acura NSX GT3 Evo de l'écurie Meyer Shank Racing.

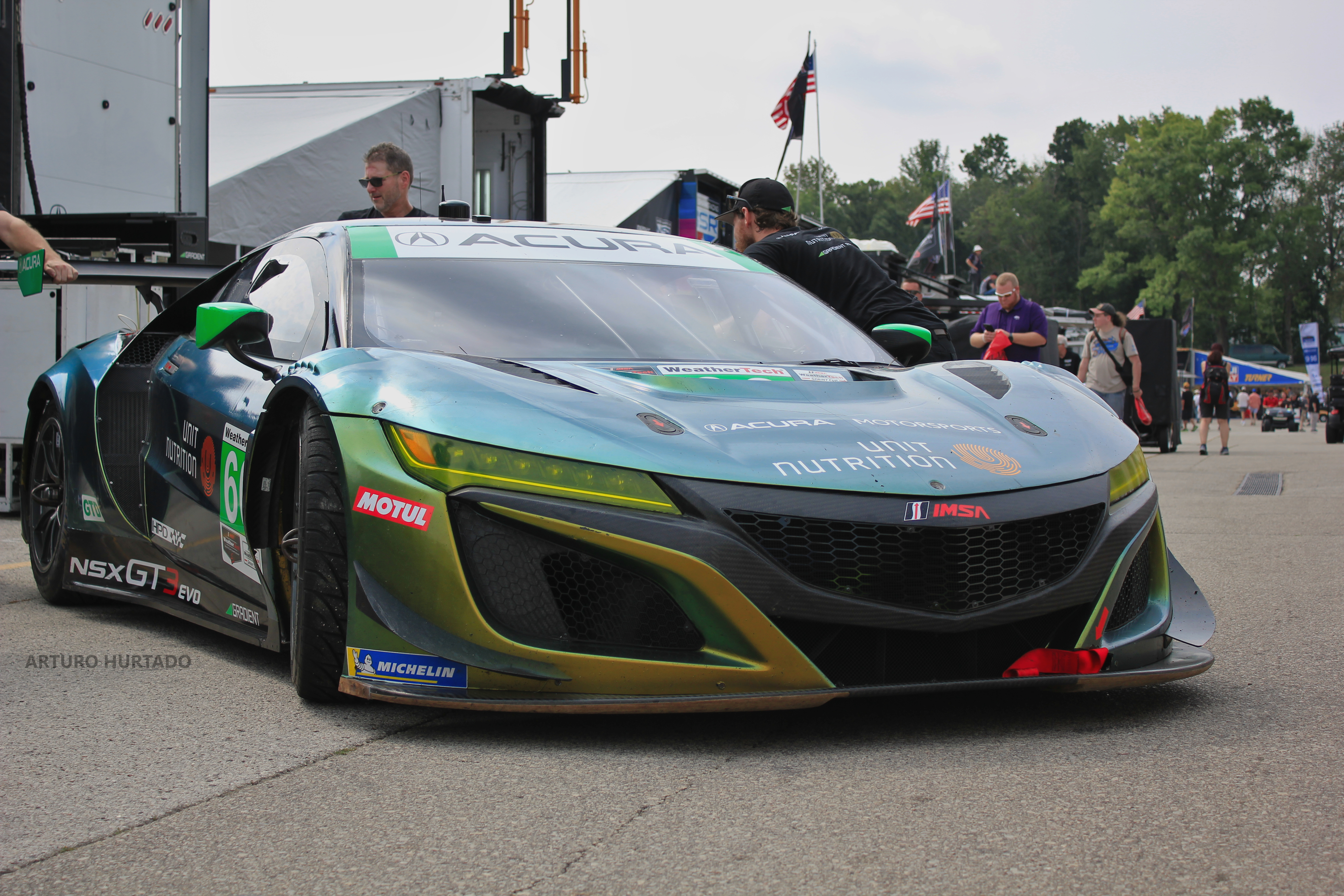
L'Acura NSX GT3 Evo n°66 de l'écurie Gradient Racing lors du Road Race Showcase 2021

En 2021, le Gradient Racing s'était de nouveau engagé sur les épreuves sprint du WeatherTech SportsCar Championship avec une de ses Acura NSX GT3 Evo et l'avait confié aux même pilotes que la saison précédente. A cela, à la suite des liens tissés la saison précédente avec l'écurie australien SunEnergy1 Racing du pilote Kenny Habul lorsque le Gradient Racing avait apporté son support technique lors de la manche d'Indianapolis du GT World Challenge America, l'écurie apporta son soutien technique sur certaines épreuves du WeatherTech SportsCar Championship,. Durant le WeatherTech SportsCar Championship, Marc Miller (en) avait malheureusement manqué le GT Challenge at VIR à la suite d'une rupture du tandon d'achille lors d'un entrainement par le pilote allemand Mario Farnbacher.

## Résultats en compétition automobile

### Résultats enWeatherTech SportsCar Championship
| Année | Classe | no | Voiture           | Pneus | 1   | 2      | 3     | 4      | 5      | 6   | 7     | 8      | 9     | 10     | 11    | 12     | 13  | Total | Pos. |
| ----- | ------ | -- | ----------------- | ----- | --- | ------ | ----- | ------ | ------ | --- | ----- | ------ | ----- | ------ | ----- | ------ | --- | ----- | ---- |
| 2020  | GTD    | 22 | Acura NSX GT3 Evo | M     | DAY | DAY 10 | SEB 7 | ELK 11 | VIR 10 | ATL | MOH 9 | CLT 12 | ATL   | LGA 12 | SEB   |        |     | 122   | 14e  |
| 2021  | GTD    | 66 | Acura NSX GT3 Evo | M     | DAY | DAY    | SEB   | MOH 8  | BEL 3  | WGL | WGL 6 | LIM 11 | ELK 9 | LGA 11 | LBH 8 | VIR 15 | ATL | 1365  | 13e* |
| 2021  | GTD    | 66 | Acura NSX GT3 Evo | M     | Q 8 | C 4    | SEB   | MOH 8  | BEL 3  | WGL | WGL 6 | LIM 11 | ELK 9 | LGA 11 | LBH 8 | VIR 15 | ATL | 1365  | 13e* |

## Pilotes
- Till Bechtolsheimer (2019-2021)
- Ryan Eversley (en) (2019)
- Mario Farnbacher (2021)
- Trent Hindman (2019)
- Marc Miller (en) (2019-2021)